# غروفیت
غروفیت (به لاتین: Grofit) یک منطقهٔ مسکونی در اسرائیل است که در Hevel Eilot Regional Council واقع شده‌است.